# Shenuda II di Alessandria
Shenuda II di Alessandria, noto in italiano come Sanuto II o Senuzio II (in copto Ϣⲉⲛⲟⲩϯ, in arabo شنودة‎?; Egitto, ... – Egitto, 29 ottobre 1047) è stato il 65º Papa della Chiesa copta.
Già monaco e presbitero del monastero di San Macario, secondo una fonte cattolica, si macchiò di simonia durante il suo patriarcato. Nei momenti precedenti al suo trapasso (avvenuto il 29 ottobre 1047, ovvero il 2 atir 763 del calendario copto) fu assistito dal vescovo di Tani Michele.